# ایتاسکا (تگزاس)
ایتاسکا، تگزاس(به انگلیسی: Itasca, Texas) شهری در ایالت تگزاس از ایالات جنوبی ایالات متحده آمریکا است. در سرشماری سال ۲۰۰۰، جمعیت این شهر ۱۵۰۳ نفر اعلام شد.